# جوليا بولاك
جوليا بولاك (بالإسبانية: Julia Polak)‏ هي أحيائية وصحفية أرجنتينية، ولدت في 26 يونيو 1939 في بوينس آيرس في الأرجنتين، وتوفيت في 11 أغسطس 2014 في لندن في المملكة المتحدة بسبب مرض.